# Торнике Эристави
Торнике Эристави (груз. თორნიკე ერისთავი), также известный как Иоанн-Торникий (груз. იოანე-თორნიკე; ок. 920 — 15 декабря 984) — грузинский полководец, патрикий, основатель Иверского монастыря, преподобный Грузинской Православной Церкви. Память 12 июня.

## Ранние годы жизни
Св. Торнике происходил из знатной грузинской семьи и имел 4-х братьев. Его отец, будучи протоспафарием, занимал высокое положение при царском дворе. Сам Торнике тоже занимал значительное положение при царе, и был патрикием и эристави (военачальником) при Давиде III. Иоанн-Торникий испытывал стремление к монашеской жизни и так и не был женат и не имел детей.

## Монашество
Св. Торнике долгое время сомневался касательно монашеского пострига, однако, узнав, что его родственник св. Иоанн постригся в монахи в 960-е гг. и отправился в один из монастырей Вифинии, св. Торнике тоже принимает монашеский постриг с именем Иоанн и в начале 970-х годов отправляется сначала в Вифинию и затем на Афон, где он и находит родственника.
Оба Иоанна какое-то время подвизались на горе Афон, и вскоре сведения о двух грузинских монахах стали распространяться, привлекая все больше грузинских иноков, желающие подвизаться под руководством Иоанна Святогорца и Иоанна-Торникия.
В связи с приходом большого числа грузинских монахов, преп. Иоаннами была основана грузинская церковь в честь Иоанна Крестителя в 1,5 км от Великой Афонской Лавры.
В 976 г. началось восстание Варды Склира против басилевса Василия II, и имело немалый успех. Ввиду приближения войск восставших к Константинополю, мать-регент Феофания попыталась просить помощи у грузинского царя, для чего она обратилась к грузинским монахам-афонитам.
Летом 978 года в Константинополь прибывает преп. Торнике, и хотя при встрече с Феофанией просит освободить его от поручений, все же, когда она отказывает, отправляется в Грузию и убеждает царя Давида Куропалата отправить в помощь империи 12-тысячное конное войско. При этом, полководцем был назначен сам преп. Торнике. Уже 24 марта 979 года во 2-й битве при Панкалии, восстание Склира было подавлено, в чём немалую роль сыграл «полководец Торник, родом ивериец, монашествовавший на Святой Горе».
После победы, св. Иоанн-Торникий был принят в столице с большими почестями. В качестве награды преп. Торникию были подарены остров Айос-Эфстратиос, драгоценные сосуды, богослужебная утварь, иконы, богослужебные книги, облачения и часть Животворящего Креста Господня, а также немало литр золота. Часть золота Иоанн-Торникий разделил между воинами, остальные награды отправил грузинскому царю и афонским монастырям. На Святую гору он возвращается уже с племянником преп. Георгием и большим числом новых монахов-грузинов из числа бывших воинов, и на оставшиеся средства вместе с Иоанном Святогорцем основывает первый грузинский Иверский монастырь. Настоятелем основанного монастыря был избран прп. Иоанн, а св. Торникий занял должность эконома.
Св. Торнике были переписаны и переведены с греческого многие рукописи. Сохранились описания его духовных подвигов: высокого смирения и послушания настоятелю монастыря св. Иоанну, с которым св. Торкиний имел близкую дружбу.

## Кончина и почитание
Незадолго до кончины, св. Торнике принимает сан архимандрита. Монах умирает 15 декабря 984 года, после чего его ближайший друг, настоятель монастыря преп. Иоанн уходит из монастыря и отправляется в Испанию для окормления местных общин грузинов. Только благодаря вмешательству басилевса Иоанн Святогорец возвращается на Афон.
Почитание св. Торникия началось практически сразу, вскоре после кончины мощи преподобного были упокоены в храме Иоанна Предтечи, после чего вместе с мощами других грузинских подвижников были перенесены в 1044-1065 гг. в церковь Успения Пресвятой Богородицы, главный храм (кафоликон) Иверского монастыря. В ризнице монастыря также хранились доспехи и сабля преподобного.